# Грибцовы
Грибцовы — древний русский дворянский род.

## История рода
Иван Клементьевич Грибец дважды ездил в Крым к хану Менгли-Гирею (1487 и 1489).
Иван, Семён, Василий и Меньшой Матвеевичи, Иван, Верига и Молчан Михайловичи записаны в Дворовой тетради (1537), из них Семён Матвеевич упомянут на службе по Дмитрову в детях боярских (1562). Семён Грибцов дьяк (1572). Старец Калязинского монастыря Никон Грибцов подписал грамоту на избрании на царство Бориса Годунова (1598).
В начале XVII столетия Василий Грибцов владел поместьем в Кашинском уезде, женат на Прасковьи Петровне Постельниковой.
Добренский сын боярский Леонтий Осипович просил о пожаловании его за службу в Крымских походах (1689).